# Vredens tid (musikalbum)
Vredens tid är det fjärde studioalbumet med det svenska folk metal/viking metal-bandet Månegarm, släppt september 2005 av skivbolaget Displeased Records.

## Låtlista
1. "Vid hargen" (instrumental) – 0:45
2. "Sigrblot" – 4:53
3. "Skymningsresa" – 4:42
4. "Kolöga trolltand" – 7:13
5. "Dödens strand" – 5:04
6. "Preludium" (instrumental) – 3:33
7. "Vredens tid" – 5:36
8. "Svunna minnen" (instrumental) – 1:25
9. "Frekastein" – 4:43
10. "Hemfärd" – 8:27
11. "Segervisa" – 3:37

- Text: Pierre Wilhelmsson
- Musik: Erik Grawsiö, Jonas Almquist

## Medverkande
Musiker (Månegarm-medlemmar)
- Erik Grawsiö – trummor, sång
- Jonas Almquist – gitarr
- Markus Andé – gitarr
- Pierre Wilhelmsson – basgitarr

Bidragande musiker
- Janne Liljequist – violin, cello
- Ymer Mossige-Norheim – sång
- Josef Tuulse – ljudeffekter

Produktion
- Pelle Säther (Per-Olof Uno Michael Saether) – producent, ljudtekniker, ljudmix
- Månegarm – producent, ljudtekniker, ljudmix
- Peter In de Betou – mastering
- Mats Redestad – omslagsdesign
- Kris Verwimp – omslagskonst